# Zoilos
Zoilos z Amfipolis (gr. Ζωίλος; ur. ok. 400 p.n.e., zm. ok. 320 p.n.e.) − grecki filozof i mówca. 
Nauczyciel Demostenesa. Autor dzieła opisującego historię od początku świata do śmierci Filipa II (336 p.n.e.). W swoich pismach napastliwie krytykował Homera, przez co jego imię stało się symbolem zjadliwego, niesprawiedliwego krytyka.